# Saint-Pierre-de-Belleville
Saint-Pierre-de-Belleville település Franciaországban, Savoie megyében. Lakosainak száma 176 fő (2022. január 1.). Saint-Pierre-de-Belleville Argentine, Épierre, Presle, Saint-Alban-d'Hurtières, Saint-Léger és Saint-Rémy-de-Maurienne községekkel határos.

## Népesség
A település népessége az elmúlt években az alábbi módon változott:
| Lakosok száma | 174  | 172  | 170  | 171  | 175  | 178  | 177  | 177  | 176  |
|               | 2013 | 2015 | 2016 | 2017 | 2018 | 2019 | 2020 | 2021 | 2022 |